# Braunschweigisch (Mundart)
Braunschweigisch als hochdeutsche Mundart ist wohl zu unterscheiden vom Brunswieker Platt (Braunschweiger Platt), welches dem Niederdeutschen (Plattdeutschen) zugeordnet wird. Im Zuge einer immer weiter um sich greifenden Verwendung des Hochdeutschen, das die niederdeutsche Sprache und ihre Dialekte weitgehend verdrängte, bildeten sich die heutigen Mundarten des Hochdeutschen heraus. Kennzeichnend für die Herausbildung des Braunschweigischen ist das Spannungsfeld zwischen den niedersächsischen Mundarten und der in den letzten Jahrzehnten zunehmend ostmitteldeutsch geprägten Magdeburger Region, das einen breiten, im Wesentlichen auf das Braunschweiger Land begrenzten Dialekt, der sprachwissenschaftlich als östliches Ostfälisch eingeordnet wird, hervorgehen ließ. Wer Braunschweigisch als Mundart spricht, der braunschweigert.

## Sprachliche Eigenheiten

### Das „klare A“
Seinen besonderen Charakter schöpft dieser Dialekt aus dem Braunschweiger A, scherzhaft auch klares A, genannten Laut, der jedoch nicht „klar“ (i. S. v. deutlich) ist; vielmehr handelt es sich um einen Vokal, der bei der Aussprache irgendwo zwischen a, ä und o, ö changiert. Ihm gegenüber steht das lange A, das den Diphthong „ei“ ersetzt.
Beispiele:
Ich bin mit’n Banöäanwöäaren über de Fasöäansströäaße jeföäahrn.
(„Ich bin mit dem Bananenwagen über die Fasanenstraße gefahren“)
Wo kommst denn du wech?“ – „Aoos Broonschwaaich!
(„Wo kommst du denn her?“ – „Aus Braunschweig!“)
Baaide Baaine in aain’ Aaimer und kaaine Saaife, aau waai.
(„Beide Beine in einem Eimer und keine Seife, au weia.“)

### Das „spitze S“
Neben dem klaren A erkennt man echte Braunschweiger aber auch noch an anderen Aussprache-Besonderheiten. So hört man dort bei bestimmten Worten oder Redewendungen das spitze S: „Ein S-tudentens-tulpens-tiefel s-tolpert über’n s-pitzen S-taain.“, „Frühs-tück“ oder „Schorns-taain“ sind nur einige Beispiele hierfür. Das spitze S ist parallel Wesensmerkmal des ostfälischen Dialekts der Niederdeutschen Sprache, das sich in der hochdeutschen braunschweigischen Mundart fortgesetzt hat.

### Lautverschiebung
Das Braunschweigische hat als Wesensmerkmal die Verschiebung von Diphthongen: ei wird zu aa oder aai, au und eu werden zu oo bzw. ou. Ergebnis: Braunschweig wird zu Broonschwaaich bzw. Brounschwaaich. Auch dieses Merkmal ist im Hannoverschen wieder zu finden, hier sind jedoch in dem ei, was zum aa wird, keine Reste von einem i mehr zu finden (aane aanzichachtije Sstadt). 

### Typisches
Neben diesen lautlichen Eigenheiten gibt es natürlich auch eine Vielzahl von weiteren Wörtern, Redewendungen, Sinnsprüchen und Volksweisheiten, die das Braunschweigische zu einer eigenständigen Mundart haben werden lassen.
So spricht man z. B. von „Tüsch“, „Füsch“ und von „Köache“ oder „Köaschen“ – gemeint sind selbstverständlich Tisch, Fisch, Kirche und Kirschen. Ebenso redet der Braunschweiger von „Gorke“, „korz“, „Korve“, „Borg“, „Worst“, was eigentlich Gurke, kurz, Kurve, Burg und Wurst bedeutet. Aber auch „Kachten“ (Karten) und „Sochten“ (Sorten) gibt es in Braunschweig. So heißt eine Martha dann natürlich „Machta“. Dazu kommen die Zahlen „ölf“ (elf) und „vöazehn“ (vierzehn). Eine typische Formulierung bei einer Verabschiedung unter Freunden und Bekannten ist „bis denne“ (wohlgemerkt mit „e“) oder verschütt gehen, was „verloren“ bedeutet. Das Adjektiv „peekig“ („peekich“ gesprochen) oder das dazugehörige Substantiv „Peek“ wird ebenfalls gerne verwendet. Beide bezeichnen die Tatsache, dass der Braunschweiger von etwas oder jemandem, das oder der extrem schmierig, verdreckt und überhaupt höchst widerlich aussieht, abgestoßen wird.
Darüber hinaus meint man hier mit „Datt is mich aans“, dass dem Redner die Angelegenheit einerlei sei und, wenn der Braunschweiger in seinen (Schreber-)Garten geht, dann geht er „Aof den Gachten“. Und wenn er sagt „Da habe ich mich verjagt!“ (ausgesprochen vajaacht), dann hat er sich nicht etwa selbst verscheucht, sondern sehr erschrocken.
Typisch braunschweigische Worte (Überschneidungen mit dem Hannöverschen oder Magdeburgischen sind möglich) sind auch „Bollchen“ oder „Bolschen“ (Bonbon), „detsch“ (blöd, v. a. für Personen), „Dölmer“ (Tollpatsch, Trottel), „(an etwas herum) prokeln“ (fummeln, basteln – allerdings mit eher ungewissem Ausgang), „(mach’ doch nich’ so’n) Prijammel“ (nun reg’ dich doch nicht [schon wieder so sinnlos] auf), „Glissecke“ oder „Glissepies“ (selbst hergestellte Eisbahn zum Schlittern), „Piesepampel“ (unangenehmer oder erbärmlicher Zeitgenosse / Hanswurst), „Beet“ (Strafzettel). Ein in jüngerer Vergangenheit wieder häufiger auftauchendes Wort ist Klinterklater, das heute geborene Braunschweiger bezeichnet.
Grammatikalisch ist auch noch das Personalpronomen „ihn/ihm“ als Besonderheit hervorzuheben. Vor allem die älteren und die auf dem Land lebenden Sprecher der braunschweigischen Mundart sagen dafür „ne“: „Und ich hab ne das extra noch jesaacht“ („Und ich hab’s ihm extra noch gesagt“). „Denn hab ich ne aba aaine jeschallat“ („Dann hab ich ihm aber eine geklebt“). Dieses „ne“ geht auf das östfälische Personalpronomen „öne“ für „ihn/ihm“ zurück: „Denn heww ik öne ane jeschallat.“
Spärliche Reste der alten Broonschwaajer Mundacht haben sich noch erhalten und werden v. a. noch von den älteren Braunschweigern und in der ländlichen Umgebung der Stadt gesprochen; typische Vokabeln wie oben angegeben werden aber auch noch in jüngeren Generationen verwendet.